# Улибін Михайло Віталійович
Михайло Віталійович Улибін (рос. Михаил Витальевич Улыбин; нар. 31 травня 1971) – російський шахіст, гросмейстер від 1991 року.

## Шахова кар'єра
На межі 1980-1990-х років належав до провідних шахістів світу серед юнаків. Тричі  виступив у чемпіонаті світу серед юнаків до 20-ти років, двічі завойовував нагороди: 1989 року в Тунсі посів 3-тє місце (позаду Васіла Спасова i Яцека Гданського), у 1991 році в Мамаї – посів 2-ге місце (позаду Володимира Акопяна). 1990 року поділив 1-ше місце в Празі (разом з Петром Габою), а також переміг у Челябінську. У 1991 році посів 1-ше місце в Санта Кларі, а також знову переміг у Челябінську. Завдяки цим успіхам увійшов до першої шестидесятки в рейтинг-листі ФІДЕ станом на 1 січня 1992 року, маючи 2585 пунктів. Найвищого успіху в кар'єрі досягнув 1994 року в Елісті, коли став срібним прихером (позаду Петра Свідлера) чемпіонату Росії, завдяки чому кваліфікувався до складу національної збірної на шахову олімпіаду в Москві. На тому турнірі молоді російські шахісти здобули бронзові нагороди. 
У наступних роках досягнув низки успіхів у міжнародних турнірах, зокрема, в таких містах, як:
- Пекін (1996, поділив 1-ше місце разом з Суатом Аталиком, Костянтином Ландою i Лінь Вейцюо),
- Стокгольм (1997, поділив 1-ше місце разом з Михайлом Гуревичем i Ганнесом Стефанссоном, а також 1998/99, турнір Кубок Рілтона, посів 1-ше місце),
- Краснодар (1998, поділив 2-ге місце позаду Сергія Волкова, разом з Віталієм Цешковським),
- Оберварт – двічі (1999, посів 1-ше місце, а також 2001, поділив 1-ше місце разом з В'ячеславом Ейнгорном, Робертом Зелчичем, Младеном Палацом, Огненом Цвітаном i Володимиром Добровим),
- Мондаріс (2000, поділив 1-ше місце разом з Євгеном Глейзеровим i Бояном Кураїцою),
- Порт-Ерін (2001, посів 1-ше місце)
- Дубай (2002, поділив 2-ге місце позаду Олександра Голощапова, разом з Євгеном Пігусовим, Андреєм Істрецеску, Яаном Ельвестом, Сергієм Волковим i Олексієм Кузьміним),
- Абу-Дабі (2002, поділив 1-ше місце разом з Євгеном Глейзеровим i Шухратом Сафіним),
- Біль – двічі (2003 i 2007, посів 1-ше місце на турнірах за швейцарською системою),
- Предял (2006, поділив 1-ше місце разом з Євгеном Свєшніковим),
- Єкатеринбург (2006, посів 1-ше місце),
- Самнаун (2008, посів 1-ше місце),
- Нью-Делі (2009, поділив 1-ше місце разом з Сур'єю Шехаром Гангулі),
- Стокгольм (2010, поділив 1-ше місце разом з Ілмарсом Старостітсом),
- Вінтертурі (2011, посів 1-ше місце),
- Альгеро (2011, поділив 1-ше місце разом з Сабіно Брунелло, Даніеле Вокатуро i Борисом Аврухом),
- Парацин {2013)[4].

Найвищий рейтинг у кар'єрі мав 1 липня 2002 року, досягнувши 2589 пунктів ділив тоді 26-27-ме місце серед російських шахістів.